# St. Mary's (Scilly-eilanden)
St. Mary's (Cornisch: Ennor) is het grootste eiland van de Scilly-eilanden. De belangrijkste plaats, Hugh Town, werd in 1949 door de Britse vorst verkocht aan de bewoners. De rest van het eiland is het eigendom van de Hertog van Cornwall. Het is ook een civil parish.
De Britse premier Harold Wilson woonde de laatste jaren van zijn leven op St. Mary's, waar hij na zijn overlijden in 1995 ook begraven ligt.
Op het eiland ligt St. Mary's Airport, het enige vliegveld van de Scilly-eilanden.